# 33290 Carloszuluaga
33290 Carloszuluaga è un asteroide della fascia principale. Scoperto nel 1998, presenta un'orbita caratterizzata da un semiasse maggiore pari a 3,1508288 au e da un'eccentricità di 0,1382092, inclinata di 17,13858° rispetto all'eclittica.
L'asteroide è dedicato a Carlos A. Zuluaga, astronomo del Massachusetts Institute of Technology.